# Associazione Sportiva Ischia Isolaverde 1996-1997
Questa voce raccoglie le informazioni riguardanti l'Ischia Isolaverde nelle competizioni ufficiali della stagione 1996-1997.

## Stagione
Il campionato 1996-1997 comincia con Tommaso Angrisani in panchina e un Ischia che è protagonista di un avvio molto stentato che la porterà, alla fine del girone di andata, all'ultimo posto in classifica. Le cose miglioreranno con il ritorno in panchina di Piero Cucchi, la squadra inanellerà 5 vittorie di fila (maggior numero di vittorie consecutive del girone) che la porteranno a lottare per l'accesso agli spareggi promozione, prima di frenare la propria corsa e di chiudere il campionato in nona posizione, a pari punti con Casarano e Ascoli.

## Divise e sponsor
Lo sponsor tecnico per la stagione 1996-1997 è Legea, mentre lo sponsor ufficiale è Themis.

## Rosa
| N. |                   | Ruolo | Calciatore           |
| -- | ----------------- | ----- | -------------------- |
|    | Italia (bandiera) | P     | Vincenzo Di Muro     |
|    | Italia (bandiera) | P     | Luigi Mennella       |
|    | Italia (bandiera) | D     | David Cappelletti    |
|    | Italia (bandiera) | D     | Maurizio Cavallo     |
|    | Italia (bandiera) | D     | Stefano De Angelis   |
|    | Italia (bandiera) | D     | Clemente De Siato    |
|    | Italia (bandiera) | D     | Isidoro Di Meglio    |
|    | Italia (bandiera) | D     | Gianluca Franchini   |
|    | Italia (bandiera) | D     | Antonino Praticò     |
|    | Italia (bandiera) | D     | Antonio Ruggiero     |
|    | Italia (bandiera) | C     | Antonio Armento      |
|    | Italia (bandiera) | C     | Massimo Buonocore    |
|    | Italia (bandiera) | C     | Michele Castagliuolo |
|    | Italia (bandiera) | C     | Cristian Ciaramella  |
|    | Italia (bandiera) | C     | Thomas Di Nolfo      |
|    | Italia (bandiera) | C     | Angelo Ferraro       |

| N. |                        | Ruolo | Calciatore            |
| -- | ---------------------- | ----- | --------------------- |
|    | Italia (bandiera)      | C     | Gianfranco Germoni    |
|    | Italia (bandiera)      | C     | Luigi Liguori         |
|    | Italia (bandiera)      | C     | Pasquale Martusciello |
|    | Italia (bandiera)      | C     | Giuseppe Monti        |
|    | Italia (bandiera)      | C     | Umberto Ospici        |
|    | Italia (bandiera)      | C     | Santo Parise          |
|    | Italia (bandiera)      | C     | Salvatore Russo       |
|    | Italia (bandiera)      | C     | Selvaggio Giuseppe    |
|    | Paesi Bassi (bandiera) | C     | Etienne Verveer       |
|    | Italia (bandiera)      | A     | Rosario Aquino        |
|    | Italia (bandiera)      | A     | Massimo Borgobello    |
|    | Italia (bandiera)      | A     | Gianluca Di Costanzo  |
|    | Italia (bandiera)      | A     | Antonino Di Maggio    |
|    | Italia (bandiera)      | C     | Ciro Donnarumma       |
|    | Italia (bandiera)      | C     | Parisi Alessandro     |
|    | Italia (bandiera)      | A     | Davide Ricci          |

### Serie C1

#### Girone di andata
| Arbitro: | Baglioni (Firenze) |

|                               |           |  |
| 18’ Di Muro (aut.) Mobili 34’ | Marcatori |  |

| Arbitro: | Sciamanna (Ascoli Piceno) |

|  |           |              |
|  | Marcatori | 46’ D'Aversa |

| Arbitro: | Bertini (arezzo) |

|            |           |  |
| Cerone 21’ | Marcatori |  |

| Ischia 22 settembre 1996, ore 16:00 CEST 4ª giornata | Ischia Isolaverde | 0 – 0 | Fidelis Andria | Stadio Vincenzo Mazzella (2000 spett.)\| Arbitro: \| Pirrone (Messina) \| |
| Arbitro:                                             | Pirrone (Messina) |       |                |                                                                           |

| Arbitro: | Lion (Padova) |

|  |           |                                         |
|  | Marcatori | 37’ Carruezzo 71’ Landonio 78’ D'Antimi |

| Arbitro: | Soffritti (Ferrara) |

|                   |           |  |
| Manari 76’ (rig.) | Marcatori |  |

| Arbitro: | Papini (Perugia) |

|               |           |  |
| Di Maggio 16’ | Marcatori |  |

| Arbitro: | Zaltron (Bassano del Grappa) |

|                    |           |  |
| Lorenzini 42’, 62’ | Marcatori |  |

| Arbitro: | Pizzini (Verona) |

|                                              |           |                               |
| Ricci 35’ Di Maggio 47’ Di Ruocco 87’ (aut.) | Marcatori | 47’ Battaglia 71’ Buoncammino |

| Arbitro: | Alessandro Mandolito (Cosenza) |

|                |           |           |
| Conticchio 45’ | Marcatori | 89’ Monti |

| Arbitro: | Apricena (Firenze) |

|            |           |  |
| Parise 62’ | Marcatori |  |

| Acireale 1º dicembre 1996, ore 14:30 CEST 12ª giornata | Acireale        | 0 – 0 | Ischia Isolaverde | Stadio Tupparello (1500 spett.)\| Arbitro: \| Cossero (Udine) \| |
| Arbitro:                                               | Cossero (Udine) |       |                   |                                                                  |

| Avellino 8 dicembre 1996, ore 14:30 CEST 13ª giornata | Avellino        | 0 – 0 | Ischia Isolaverde | Stadio Partenio\| Arbitro: \| Bianchi (Prato) \| |
| Arbitro:                                              | Bianchi (Prato) |       |                   |                                                  |

| Arbitro: | Pascariello (Lecce) |

|  |           |           |
|  | Marcatori | 80’ Frati |

| Catania 22 dicembre 1996, ore 14:30 CEST 15ª giornata | Atletico Catania      | 0 – 0 | Ischia Isolaverde | Stadio Cibali\| Arbitro: \| Linfatici (Viareggio) \| |
| Arbitro:                                              | Linfatici (Viareggio) |       |                   |                                                      |

| Arbitro: | Biasutto (Vicenza) |

|           |           |  |
| Ricci 34’ | Marcatori |  |

| Arbitro: | Alario (Civitavecchia) |

|                 |           |  |
| Meacci 81’, 89’ | Marcatori |  |

#### Girone di ritorno
| Arbitro: | Cecotti (Udine) |

|            |           |             |
| Parise 58’ | Marcatori | 83’ Pompini |

| Casarano 26 gennaio 1997, ore 14:30 CEST 19ª giornata | Casarano               | 0 – 0 | Ischia Isolaverde | Stadio Giuseppe Capozza\| Arbitro: \| Silvestrini (Macerata) \| |
| Arbitro:                                              | Silvestrini (Macerata) |       |                   |                                                                 |

| Arbitro: | Castellani (Verona) |

|  |           |            |
|  | Marcatori | 31’ Wilson |

| Arbitro: | Saccani (Mantova) |

|           |           |                        |
| Lemme 64’ | Marcatori | 63’ (aut.) Cappellacci |

| Napoli 16 febbraio 1997, ore 15:00 CEST 22ª giornata | Savoia            | 0 – 0 | Ischia Isolaverde | Stadio San Paolo\| Arbitro: \| Guiducci (Arezzo) \| |
| Arbitro:                                             | Guiducci (Arezzo) |       |                   |                                                     |

| Arbitro: | Papini (Perugia) |

|                               |           |  |
| Borgobello 78’ Ricci 88’, 90’ | Marcatori |  |

| Arbitro: | Griselli (Livorno) |

|  |           |                       |
|  | Marcatori | 34’ (rig.) Borgobello |

| Arbitro: | Strazzera (Trapani) |

|               |           |  |
| Ricci 9’, 15’ | Marcatori |  |

| Arbitro: | Daniele Cossero (Udine) |

|  |           |                   |
|  | Marcatori | 52’ S. De Angelis |

| Arbitro: | Cavuoti (Vasto) |

|           |           |  |
| Ricci 44’ | Marcatori |  |

| Arbitro: | N. Ayroldi (Molfetta) |

|                        |           |  |
| Foglia 5’ Nicodemo 82’ | Marcatori |  |

| Arbitro: | Urbano (Carbonia) |

|                          |           |                       |
| Borgobello 17’ Ricci 49’ | Marcatori | 32’ (rig.) Cianciotta |

| Arbitro: | Biasutto (Vicenza) |

|                |           |            |
| Borgobello 27’ | Marcatori | 11’ Fresta |

| Trapani 27 aprile 1997, ore 16:00 CEST 31ª giornata | Trapani             | 0 – 0 | Ischia Isolaverde | Stadio Provinciale di Trapani\| Arbitro: \| Mandolito (Cosenza) \| |
| Arbitro:                                            | Mandolito (Cosenza) |       |                   |                                                                    |

| Arbitro: | Bertini (Arezzo) |

|  |           |                               |
|  | Marcatori | 15’ Cecchini 68’ (rig.) Lerda |

| Roma 11 maggio 1997, ore 16:00 CEST 33ª giornata | Lodigiani                  | 0 – 0 | Ischia Isolaverde | Stadio Flaminio\| Arbitro: \| Alban (Bassano del Grappa) \| |
| Arbitro:                                         | Alban (Bassano del Grappa) |       |                   |                                                             |

| Arbitro: | Ferlito (Prato) |

|               |           |              |
| Di Maggio 46’ | Marcatori | 5’ Bonfiglio |

### Coppa Italia

#### Fase Eliminatoria
| Ischia 24 agosto 1996, ore 20:30 CET Primo Turno - Andata | Ischia Isolaverde | 0 – 1 | Albanova | Stadio Vincenzo Mazzella |

| Casal di Principe 28 agosto 1996, ore 20:30 CET Primo Turno - Ritorno | Albanova | 3 – 0 | Ischia Isolaverde | Stadio Comunale |

## Statistiche
Statistiche aggiornate al 24 ottobre 2011

### Statistiche di squadra
| Competizione | Punti | In casa | In casa | In casa | In casa | In casa | In casa | In trasferta | In trasferta | In trasferta | In trasferta | In trasferta | In trasferta | Totale | Totale | Totale | Totale | Totale | Totale | DR |
| Competizione | Punti | G       | V       | N       | P       | Gf      | Gs      | G            | V            | N            | P            | Gf           | Gs           | G      | V      | N      | P      | Gf     | Gs     | DR |
| ------------ | ----- | ------- | ------- | ------- | ------- | ------- | ------- | ------------ | ------------ | ------------ | ------------ | ------------ | ------------ | ------ | ------ | ------ | ------ | ------ | ------ | -- |
| Serie C2     | 43    | 17      | 8       | 4       | 5       | 18      | 14      | 17           | 2            | 9            | 6            | 4            | 12           | 34     | 10     | 13     | 11     | 21     | 26     | -5 |
| Coppa Italia | -     | 1       | 0       | 0       | 1       | 0       | 1       | 1            | 0            | 0            | 1            | 0            | 3            | 2      | 0      | 0      | 2      | 0      | 4      | -4 |
| Totale       | 43    | 18      | 8       | 4       | 6       | 18      | 15      | 18           | 2            | 9            | 7            | 4            | 15           | 36     | 10     | 13     | 13     | 21     | 30     | -9 |

### Statistiche dei giocatori
| Giocatore       | Serie C1 | Serie C1 | Coppa Italia | Coppa Italia | Altro    | Altro | Totale   | Totale |
| Giocatore       | Presenze | Reti     | Presenze     | Reti         | Presenze | Reti  | Presenze | Reti   |
| --------------- | -------- | -------- | ------------ | ------------ | -------- | ----- | -------- | ------ |
| R. Aquino       | 1        | 0        | -            | -            | -        | -     | 1        | 0      |
| A. Armento      | 4        | 0        | -            | -            | -        | -     | 4        | 0      |
| M. Borgobello   | 24       | 4        | -            | -            | -        | -     | 24       | 4      |
| M. Buonocore    | 19       | 0        | -            | -            | -        | -     | 19       | 0      |
| D. Cappelletti  | 18       | 0        | -            | -            | -        | -     | 18       | 0      |
| M. Castagliuolo | 3        | 0        | -            | -            | -        | -     | 3        | 0      |
| M. Cavallo      | 7        | 0        | -            | -            | -        | -     | 7        | 0      |
| C. Ciaramella   | 12       | 0        | -            | -            | -        | -     | 12       | 0      |
| S. De Angelis   | 31       | 1        | -            | -            | -        | -     | 31       | 1      |
| C. De Siato     | 6        | 0        | -            | -            | -        | -     | 6        | 0      |
| G. Di Costanzo  | 13       | 0        | -            | -            | -        | -     | 13       | 0      |
| A. Di Maggio    | 28       | 3        | -            | -            | -        | -     | 28       | 3      |
| I. Di Meglio    | 1        | 0        | -            | -            | -        | -     | 1        | 0      |
| V. Di Muro      | 29       | -20      | -            | -            | -        | -     | 29       | -20    |
| T. Di Nolfo     | 2        | 0        | -            | -            | -        | -     | 2        | 0      |
| C. Donnarumma   | 6        | 0        | -            | -            | -        | -     | 6        | 0      |
| A. Ferraro      | 20       | 0        | -            | -            | -        | -     | 20       | 0      |
| G. Franchini    | 23       | 0        | -            | -            | -        | -     | 23       | 0      |
| G. Germoni      | 25       | 0        | -            | -            | -        | -     | 25       | 0      |
| L. Liguori      | 26       | 0        | -            | -            | -        | -     | 26       | 0      |
| P. Martusciello | 7        | 0        | -            | -            | -        | -     | 7        | 0      |
| L. Mennella     | 5        | -6       | -            | -            | -        | -     | 5        | -6     |
| G. Monti        | 10       | 0        | -            | -            | -        | -     | 10       | 0      |
| U. Ospici       | 2        | 0        | -            | -            | -        | -     | 2        | 0      |
| S. Parise       | 31       | 2        | -            | -            | -        | -     | 31       | 2      |
| A. Parisi       | 2        | 0        | -            | -            | -        | -     | 2        | 0      |
| A. Praticò      | 20       | 0        | -            | -            | -        | -     | 20       | 0      |
| D. Ricci        | 25       | 8        | -            | -            | -        | -     | 25       | 8      |
| A. Ruggiero     | 28       | 0        | -            | -            | -        | -     | 28       | 0      |
| S. Russo        | 1        | 0        | -            | -            | -        | -     | 1        | 0      |
| G. Selvaggio    | 16       | 0        | -            | -            | -        | -     | 16       | 0      |
| E. Verveer      | 18       | 0        | -            | -            | -        | -     | 18       | 0      |